# Dumfries
Dumfries (skotskou gaelštinou Dùn Phris) je město ve Skotsku. Administrativně náleží do správní oblasti Dumfries a Galloway. Leží na řece Nith nedaleko jejího ústí do Solway Firth. V roce 2011 mělo 32 914 obyvatel, což z něj činilo největší město ve Dumfries a Galloway a dvacáté třetí největší ve Skotsku.
Městská práva získalo roku 1186. Dumfries bylo známé výrobou ozubených řemenů v továrně North British Rubber Company. V historickém centru se nacházejí stavby z červeného pískovce z Locharbriggs, např. most Devorgilla Bridge z 15. století. Městské muzeum sídlí v bývalém větrném mlýně a nachází se v něm nejstarší camera obscura na světě. Dumfries má také nejstarší divadlo ve Skotsku, otevřené roku 1792. Narodil se zde zpěvák Calvin Harris, závěr života strávil v Dumfries Robert Burns.